# Guanlong
Guanlong („korunovaný drak“) byl rod menšího teropodního dinosaura, žijícího na území dnešní severovýchodní Číny v době před asi 160 miliony let (věk oxford, období pozdní jury). Fosilie tohoto dinosaura byly objeveny v sedimentech geologického souvrství Š'-šu-kou. Tento teropod představuje jednoho z nejstarších známých tyranosauroidů, žijících o celých 92 milionů let dříve, než populární druh Tyrannosaurus rex (dělí je tedy mnohem delší doba než tyranosaura od současnosti).

## Paleobiologie
Guanlong byl relativně malým teropodem. Dosahoval dospělé délky jen asi 3 až 3,5 metru a mohl vážit kolem 125 kilogramů. Na hlavě měl poměrně výrazný hřebínek a disponoval dlouhými předními končetinami s netypickými třemi prsty. Pravděpodobně vykazoval pernatý pokryv těla, ten se ovšem přímo ve fosilním záznamu nedochoval. V současnosti je tento taxon znám podle dvou objevených fosilních exemplářů, dospělého jedince a mláděte.

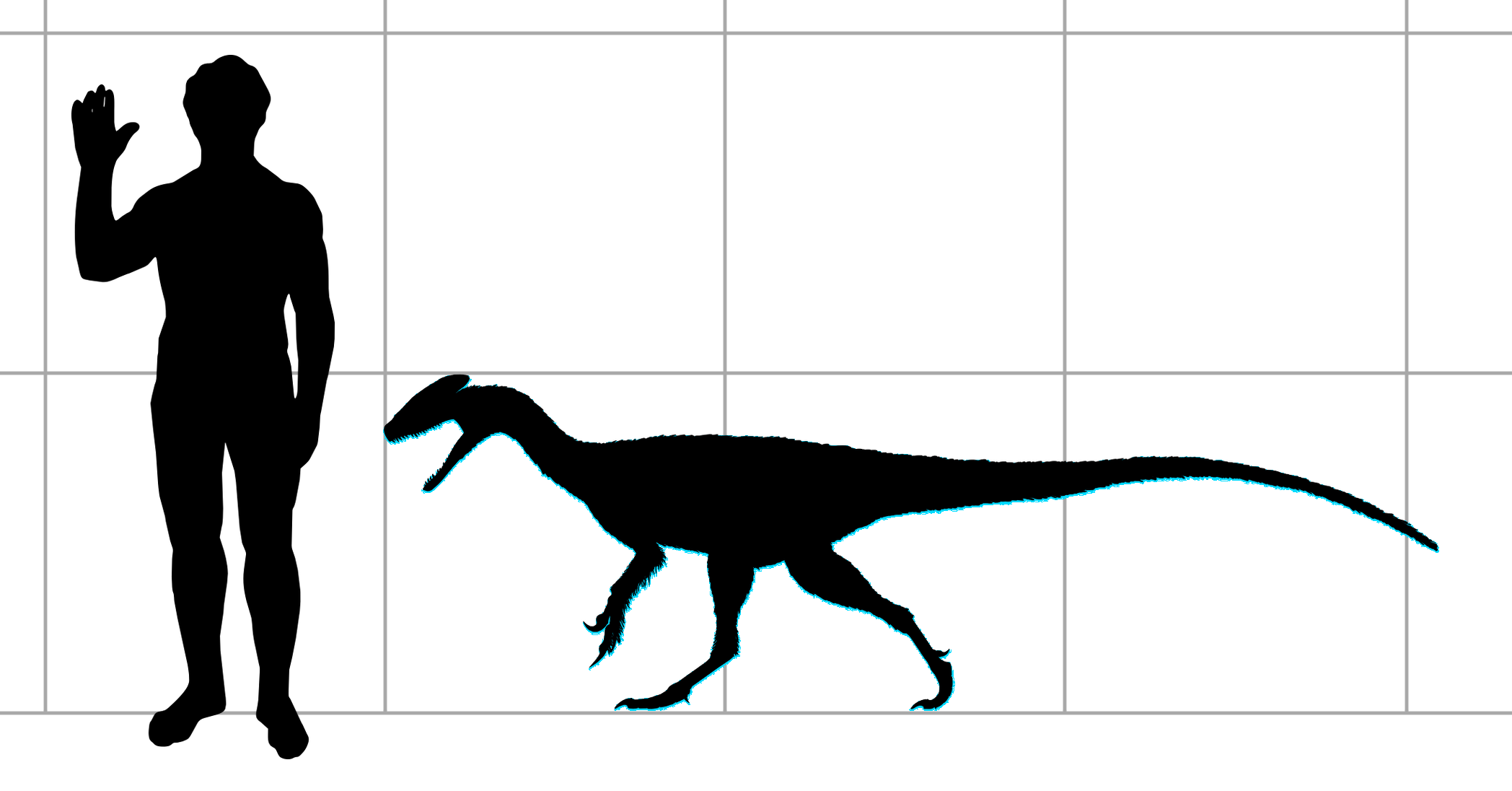
Přibližná velikost a tvar těla guanlonga.

## Populární kultura
Guanlong se objevuje také v dokumentu National Geographic s názvem Dino Death Trap, kde je zobrazena smrt těchto dinosaurů v jakýchsi "smrtících" jamách, které uchovaly fosilie guanlongů až do současnosti. Tyto přírodní pasti mohly vzniknout ve stopách obřích sauropodních dinosaurů, jako byl rod Mamenchisaurus.